# Psimada herlinadiehiae
Psimada herlinadiehiae là một loài bướm đêm trong họ Noctuidae.